# Liste des ministres français du Plan
Cet article présente la liste des ministres du Plan en France.
- 16 décembre 1946 - 22 octobre 1947 : Félix Gouin (ministre d'État chargé des travaux du Commissariat général du Plan) ;
- 4 novembre 1947 - 24 novembre 1947 : Jules Moch (ministre aux Affaires économiques, Travaux publics, Transports, Reconstruction, Urbanisme et au Plan) ;
- 19 juin 1954 - 20 janvier 1955 : Edgar Faure (ministre des Finances, des Affaires économiques et du Plan) ;
- 20 janvier 1955 - 23 février 1955 : Robert Buron (ministre des Finances, des Affaires économiques et du Plan) ;
- 6 novembre 1957 - 14 mai 1958 : Pierre Pflimlin (ministre des Finances, des Affaires économiques et Plan) ;
- 14 mai 1958 -  1er juin 1958 : Edgar Faure (ministre des Finances, des Affaires économiques et Plan) ;
- 31 mai 1968 - 20 juin 1969 : Olivier Guichard (ministre délégué auprès du Premier ministre, chargé du Plan et de l'Aménagement du territoire) ;
- 25 août 1976 - 29 mars 1977 : Jean Lecanuet (ministre d’État du Plan et de l’Aménagement du Territoire) ;
- 22 mai 1981 - 22 mars 1983 : Michel Rocard (ministre d’État du Plan et de l’Aménagement du Territoire) ;
- 17 juillet 1984 - 20 mars 1986 : Gaston Defferre (ministre d’État du Plan et de l’Aménagement du Territoire) ;
- 18 mai 1995 -  7 novembre 1995 : Jean Arthuis (ministre du Développement économique et du Plan).